# Neozoon
Neozoon est un collectif (duo ou trio) féminin créé en 2009,, à Berlin et à Paris. Le collectif s'intéresse, à travers des collages à bases de pièces de fourrures, des installations et des films, au rôle de l'animal, vivant ou mort, et son rapport avec les humains dans un environnement urbain. Les membres du collectif résident à Berlin et à Paris.

## Biographie
Les œuvres de Neozoon ont été présentées au Festival international du court métrage d'Oberhausen, au Festival international du film de Rotterdam, au ZKM de Karlsruhe, au Centre Pompidou et à la Videonale du musée d'art de Bonn.
Neozoon utilise le recyclage, dans Buck Fever le collectif utilise des vidéos de chasse amateur disponibles sur YouTube.
Neozoon est membre de la Gallery Climate Coalition (en) et est solidaire de Artists 4 Future.

## Expositions, évènements et projets
2022

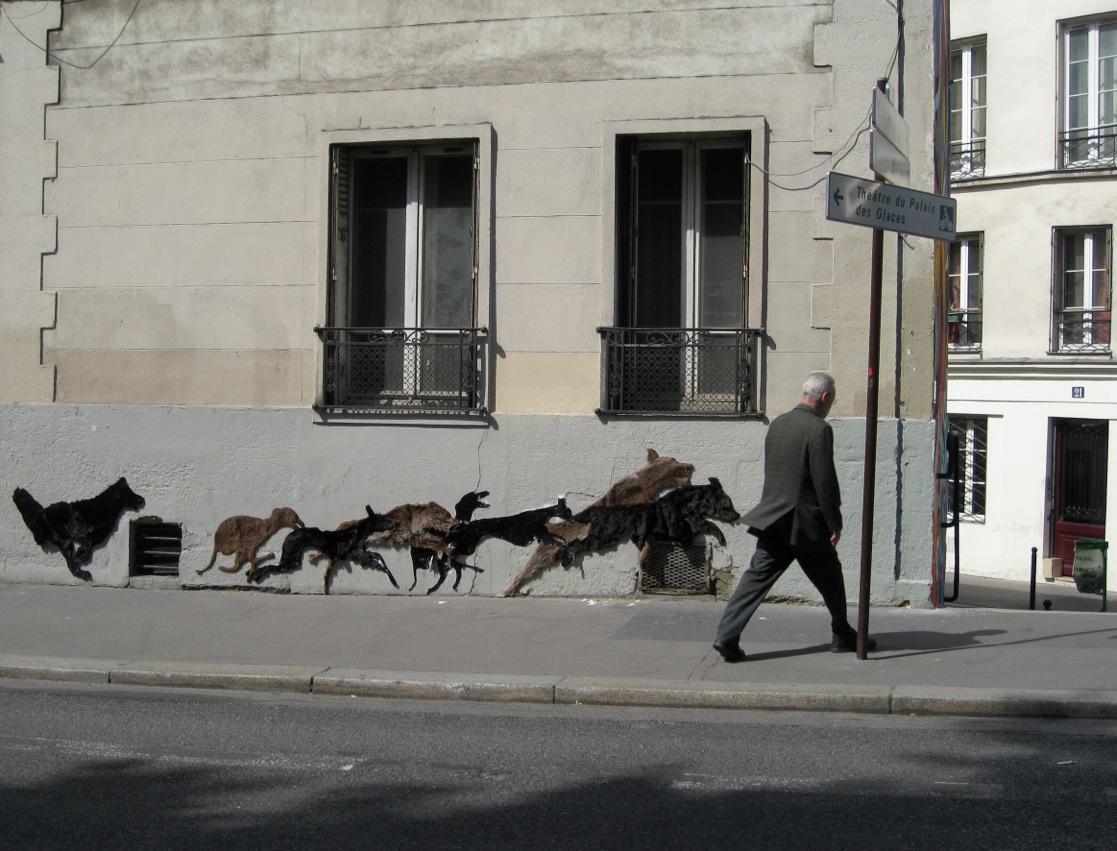
Street art, Paris 2010

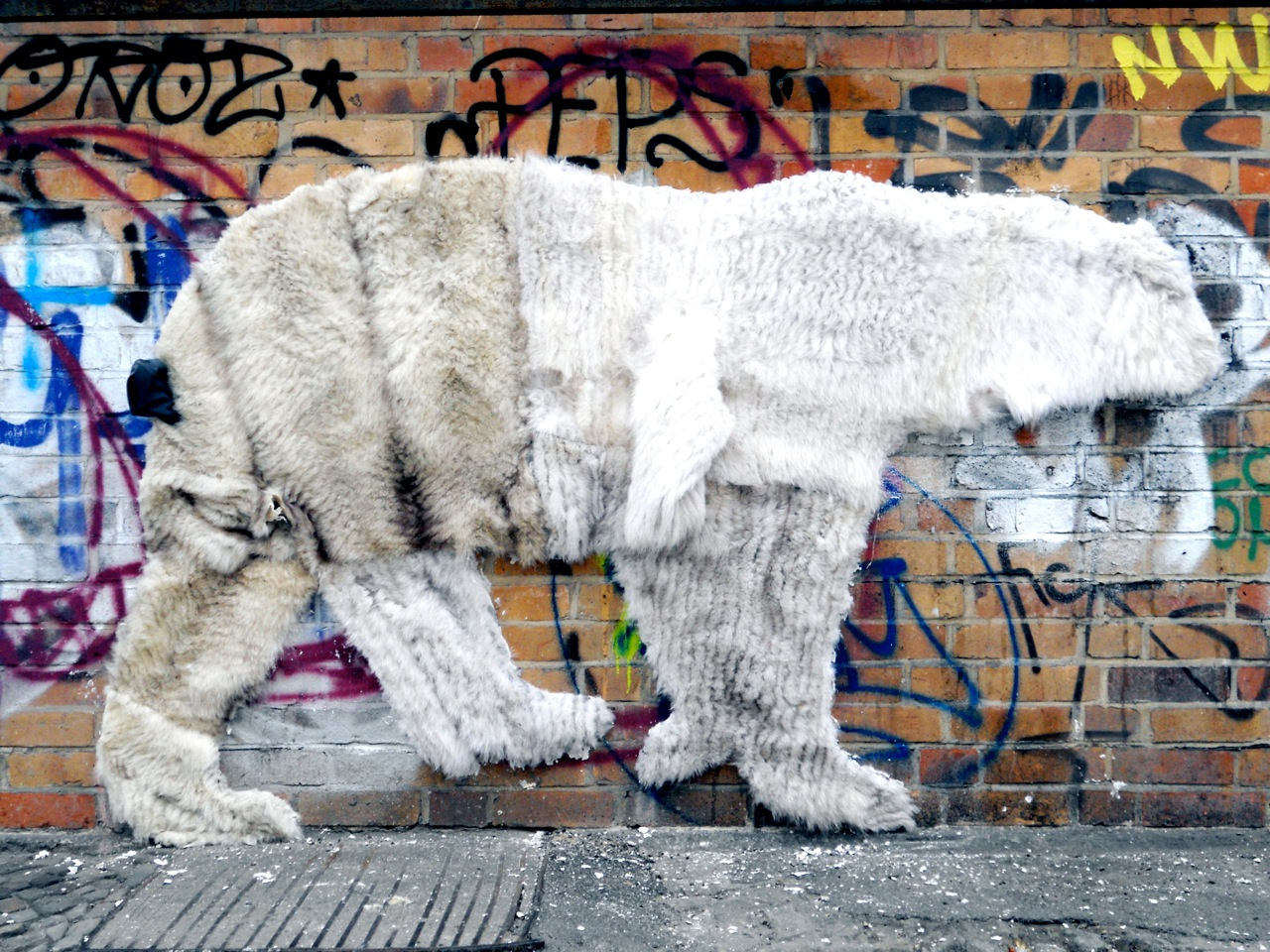
Street art, Berlin 2013

- Festival Ofni, Palais de Poitiers, installation et projection de FragMANts (11 novembre - 13 novembre 2022)[9],[10],[11]
- Internationale Kurzfilmtage Winterthur, Winterthur (Suisse) Lake of Five, (8 novembre - 13 novembre 2022)
- Gallery Alexander Levy, Neozoon - Fragmants, Berlin (allemagne) (24 juin - 30 juillet 2022)[12]
- Carte blanche à la revue Documentaires (Call of the Wild, MY BBY 8L3W) en présence de Neozoon et de l'équipe de la revue, au centre Pompidou (Cinéma 2, niveau –1), Paris (6 juin 2022)[13]

2017
- Fotomuseum Winterthur, Winterthur (Suisse) (9 septembre 2017 - 28 janvier 2018)[14]

2016
- Animal Lover, exposition collective, neue Gesellschaft für bildende Kunst (nGbK), Berlin (15 octobre - 27 novembre 2016)[15]

2015
- Videonale.15, Buck Fever & My BBY 8L3W, musée d'art de Bonn (27 février - 19 avril 2015)[16],[17]

2012
- Mudac, Pop-Up. Design entre les dimensions, Lausanne (Suisse) (22 novembre 2012 - 3 mars 2013)[18]
- Hors Pistes au centre Pompidou (27 janvier 2012 - 12 février 2012)[19],[20]

2011
- HEY! Modern Art & Pop Culture, Musée de La Halle Saint Pierre, dans le 18e arrondissement de Paris (6 septembre 2011 - 4 mars 2012)[21],[22]
- Le Mur Oberkampf, Paris (2011)[23]

2010
- Carne 2010, La Villette, Paris

2009
- The Brick Lane Zoo, exposition collective, The Brick Lane Gallery, Londres (Angleterre) (8 octobre - 19 octobre 2009)

## Filmographie
- Lake of Fire (2022)[3]
- Home Sweet Home (2021)[24]
- Biting the Dust (2021)[7]
- Caphalization (2020)[24]
- FragMANts (2019)[25],[1],[26], nomination au Filmfest Dresden (International Short Film Festival) en 2020[27]
- Little Lower Than the Angels (2019)[1], nomination IFFR Found Footage Award, Festival international du film de Rotterdam 2019, Rotterdam[1],[26]
- Love Goes Through the Stomach (2018)[1],[26]
- Call of the Wild, Neozoon (2017)[28]
- Call of the Wild (2017)[26]
- Shake shake shake (2016)[26]
- Shiver (2015)[26]
- My BBY 8L3W (2014)[3],[1],[29],[28] « (Vidéo en ligne) »
- Unboxing Eden (2013)[26]
- Big Game (2013)[26]
- Buck Fever (2012)[1],[26],[7], premier prix du jury, Kurzfilmfestival Unlimited, Cologne[30]
- Good Boy - Bad Boy (2011)[7]
- Fair Game (2011)[24]
- Das Manteltier (2010)[7]